# Kacprów
Kacprów – wieś w Polsce położona w województwie łódzkim, w powiecie piotrkowskim, w gminie Wola Krzysztoporska.
| SIMC    | Nazwa     | Rodzaj    |
| ------- | --------- | --------- |
| 0555465 | Koza      | część wsi |
| 0555471 | Pustkowie | część wsi |

W latach 1975–1998 miejscowość administracyjnie należała do województwa piotrkowskiego.